# Cryptopalpus marginalis
Cryptopalpus marginalis är en tvåvingeart som först beskrevs av Brethes 1909.  Cryptopalpus marginalis ingår i släktet Cryptopalpus och familjen parasitflugor. Inga underarter finns listade i Catalogue of Life.